# علی شادمانی
علی شادمانی (۳۰ شهریور ۱۳۴۱ – ۴ تیر ۱۴۰۴) سرلشکر سپاه پاسداران انقلاب اسلامی بود که از ۲۳ خرداد تا ۴ تیر ۱۴۰۴ به‌عنوان فرمانده قرارگاه مرکزی خاتم‌الانبیا فعالیت می‌کرد.
شادمانی در خرداد ۱۴۰۴، پیش از آنکه در حمله‌های اسرائیل علیه ایران کشته شود، به مدت چند روز به عنوان فرمانده قرارگاه مرکزی خاتم‌الانبیا خدمت کرد. حمله‌های خرداد ۱۴۰۴ اسرائیل، که اعضای ارشد سیاسی و نظامی، تأسیسات هسته‌ای و دانشمندان هسته‌ای ایران را مورد هدف قرار داده بود، باعث کشته شدن شادمانی نیز شد. شادمانی پس از ترور شدن سرلشکر غلامعلی رشید توسط اسرائیل، در روز جمعه ۲۳ خرداد ۱۴۰۴ با حکم علی خامنه‌ای، رهبر جمهوری اسلامی ایران به درجه سرلشکری ارتقا یافت و به عنوان فرمانده قرارگاه مرکزی خاتم‌الانبیا، جایگزین غلامعلی رشید شد. قبل از آن، شادمانی به عنوان معاون هماهنگ‌کننده قرارگاه مرکزی خاتم‌الانبیا، در نظام جمهوری اسلامی ایران خدمت می‌کرد. سرلشکر علی شادمانی، بیش از ۴۰ سال در سپاه پاسداران انقلاب اسلامی فعالیت داشت.

## زندگی
علی شادمانی در ۳۰ شهریور ۱۳۴۱ در روستای حیران از شهرستان همدان، در ایران متولد شد و کودکی و نوجوانی خود را در آنجا گذراند. او در سال ۱۳۵۸، همزمان با پیروزی انقلاب اسلامی ایران، به سپاه پاسداران انقلاب اسلامی پیوست و فعالیت‌های حرفه‌ای خود را در حوزه دفاع و امنیت آغاز کرد. ورود او به سپاه پاسداران انقلاب اسلامی، آغاز مسیری بود که به سرعت در آن پیشرفت کرد و با شروع جنگ ایران و عراق، مسئولیت‌های عملیاتی مهمی را بر عهده گرفت. فعالیت‌های میدانی و مهارت‌های رهبری او در خطوط مقدم جبهه در مناطق غربی و جنوبی ایران، او را در زمره فرماندهان باتجربه و مؤثر جنگ ایران و عراق قرار داد.
شادمانی پس از پایان جنگ ایران و عراق، سِمَت‌های مهمی را در سپاه پاسداران انقلاب اسلامی و ستاد کل نیروهای مسلح جمهوری اسلامی ایران بر عهده داشت. پیش از ترورش توسط موساد، او به عنوان معاون هماهنگ‌کننده قرارگاه مرکزی خاتم الانبیا خدمت می‌کرد. او درک کاملی از ساختار عملیاتی و نقش ویژه این قرارگاه در هماهنگی تلاش‌ها بین ارتش جمهوری اسلامی ایران، سپاه پاسداران انقلاب اسلامی، وزارت دفاع و پشتیبانی نیروهای مسلح ایران و سایر نهادهای امنیتی ایران داشت.
در جریان حمله رژیم صهیونیستی به تهران در خرداد ماه ۱۴۰۴ و ترور غلامعلی رشید، رهبر ایران با صدور حکمی، سردار شادمانی را به عنوان فرمانده قرارگاه مرکزی خاتم الانبیا منصوب کرد.
با این حال، تنها چند روز پس از این انتصاب و به دنبال همان حملات اسرائیل به ایران، سردار علی شادمانی نیز به دست اسرائیل ترور شد. ترور او توسط منابع رسمی ایرانی، از جمله خبرگزاری فارس، تأیید شد. سردار شادمانی در طول بیش از چهار دهه خدمت، به عنوان یکی از قابل اعتمادترین چهره‌های سپاه پاسداران انقلاب اسلامی در نقش‌های عملیاتی و استراتژیک شناخته می‌شد. ترور او ضایعه‌ای قابل توجه برای ساختار فرماندهی نظامی ایران محسوب می‌شود.
شادمانی با «ملیحه فرجی» ازدواج کرده بود و آنها پنج فرزند داشتند. علی شادمانی پنج فرزند داشت. در میان آنها، «یاسر شادمانی» و «صابر شادمانی» شناخته‌شده‌ترین هستند.

## فعالیت

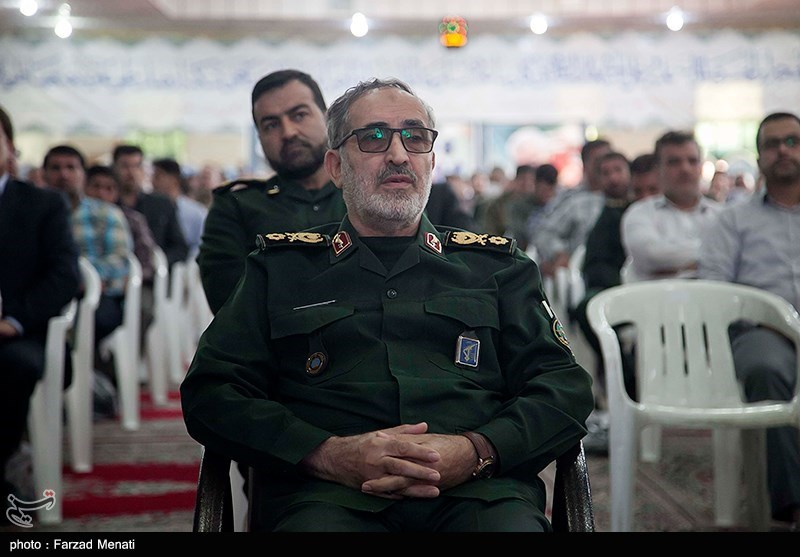
علی شادمانی در یادواره حسین همدانی حسینیه ثارالله شهر کرمانشاه، مهر ۱۴۰۱.

علی شادمانی در ۳۰ شهریور ۱۳۴۱ در روستای حیران، از شهرستان همدان زاده شد و کودکی و نوجوانی خود را در آنجا گذراند. وی در سال ۱۳۵۸ به سپاه پاسداران پیوست و در خلال جنگ ایران و عراق از اعضای این نهاد بود و از ۱۳۶۵ تا ۱۳۶۷ فرماندهی لشکر ۳۲ انصارالحسین را برعهده داشت.
او از ۱۳۶۸ تا ۱۳۷۶ معاون عملیات نیروی زمینی سپاه پاسداران بود، در فاصله سال‌های ۱۳۷۶ تا ۱۳۸۰ به‌عنوان فرمانده لشکر ۳ نیروی مخصوص حمزه فعالیت می‌کرد، از ۱۳۸۰ تا ۱۳۸۲ فرماندهی قرارگاه نجف را برعهده داشت و در فاصله سال‌های ۱۳۸۴ تا ۱۳۹۱ به‌عنوان رئیس اداره عملیات ستاد کل نیروهای مسلح فعالیت می‌کرد. وی از ۱۳۹۱ تا ۱۳۹۵ معاون عملیات ستاد کل نیروهای مسلح بود. پس از آغاز جنگ ایران و اسرائیل و ترور غلامعلی رشید توسط اسرائیل، او به‌عنوان جانشین رشید فرمانده قرارگاه مرکزی خاتم‌الانبیا شد.

## ترور

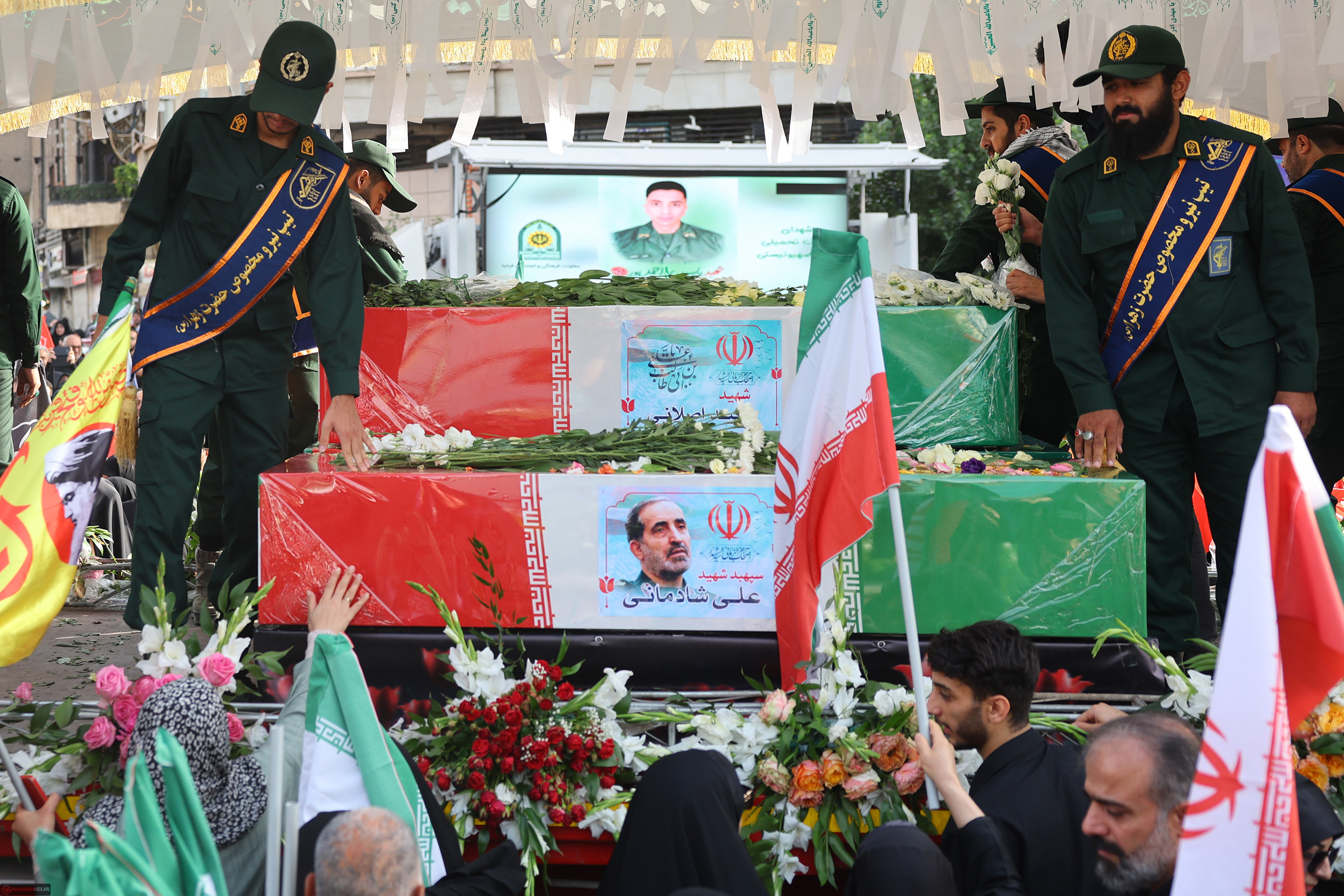
تشییع سردار شادمانی در تهران (۸ تیر ۱۴۰۴)

ارتش اسرائیل در ۲۷ خرداد ۱۴۰۴ اعلام کرد که شادمانی را کشته است. به گفته ارتش اسرائیل، جنگنده‌های این کشور در عملیات مشترکی میان «مدیریت اطلاعات نظامی و نیروی هوایی اسرائیل» و بر پایهٔ اطلاعات دقیق و «فرصتی ناگهانی»، یک مرکز فرماندهی فعال در تهران را هدف قرار دادند و شادمانی را کشتند. خبر رسمی مرگ او «بر اثر جراحات شدید ناشی از بمباران» در ۴ تیر اعلام شد. طبق گفته مهدیه شادمانی، دختر علی شادمانی، پدرش در بمباران هوایی کشته نشده و طی یک تعقیب و گریز با موساد در تهران، کشته شده و دلیل مرگ بمباران نبوده است.

### چگونگی مرگ
دختر علی شادمانی، فرمانده قرارگاه مرکزی خاتم الانبیا، اظهار داشته است: «پدرم تنها فرمانده ارشد شهید این جنگ بوده که زیاد در موردش صحبت نشده است.»
او افزود: «ایشان در تعقیب و گریز مستقیم با رژیم صهیونیستی به شهادت رسیدند؛ خیلی‌ها فکر می‌کنند پدر در یک بمباران هوایی تصادفی شهید شده که این‌طور نبوده است.»
با این حال، برخی رسانه‌ها گزارش داده‌اند که علت مرگ شادمانی بمباران هوایی توسط اسرائیل بوده و او از شدت جراحات وارده در این حملات کشته شده است.
در دیگر خبرگزاری‌ها آمده: «در پی حمله هوایی خرداد ۱۴۰۴ رژیم صهیونیستی به تهران، علی شادمانی به شدت مجروح شد و پس از تحمل جراحات شدید، در تاریخ ۴ تیر ۱۴۰۴ از دنیا رفت».
ارتش اسرائیل، در تاریخ ۲۷ خرداد ۱۴۰۴ مدعی شده بود که علی شادمانی را ترور کرده است.
در روز ۲۷ خرداد ۱۴۰۴ (۱۷ ژوئن ۲۰۲۵)، تنها چهار روز پس از انتصاب شادمانی به عنوان فرمانده قرارگاه مرکزی خاتم الانبیا، ارتش اسرائیل اعلام کرد که او را در جریان حمله هوایی به «یک مرکز فرماندهی در قلب تهران»، ترور کرده است.
طبق اعلام ارتش اسرائیل، شادمانی «بالاترین مقام نظامی کشته‌شده و نزدیک‌ترین فرد به علی خامنه‌ای» توصیف شده است.
در بیانیه ارتش اسرائیل آمده: «شادمانی پیش از کشته‌شدن فرمانده پیشین، به عنوان معاون قرارگاه خاتم‌الانبیاء و همچنین رئیس اداره عملیات ستاد کل نیروهای مسلح ایران فعالیت می‌کرد. حذف او، ادامه روند هدف قرار دادن فرماندهان ارشد نظامی ایران است و لطمه‌ای دیگر به ساختار فرماندهی نیروهای مسلح این کشور وارد می‌کند.»
این اظهارات در حالی مطرح می‌شود که قرارگاه مرکزی خاتم‌الانبیا در روز چهارم تیر ۱۴۰۴ (۲۵ ژوئن ۲۰۲۵)، یعنی یک روز پس از اعلام آتش‌بس میان ایران و اسرائیل، در اطلاعیه‌ای اعلام کرد که شادمانی «بر اثر جراحات شدید ناشی از بمباران»، جان خود را از دست داده است.
همچنین گزارشی منتشر شده که حاکی از کشته شدن این فرمانده ارشد سپاه پاسداران در حمله پهپادی است. بر اساس این گزارش، موساد ابتدا با انجام عملیاتی بسیار پیچیده، نمونه دی‌ان‌ای علی شادمانی را به دست آورده و سپس با کمک فناوری تشخیص چهره مبتنی بر هوش مصنوعی و اطلاعات ژنتیکی، هویت او را تأیید کرده است.
در این گزارش آمده است که موساد با نصب بدافزار در دوربین‌های امنیتی شهر تهران، محل دقیق حضور شادمانی در منطقه «زعفرانیه» را ردیابی کرده و سپس او را با حمله پهپادی، مورد هدف قرار داده است.
احسان شادمانی، فرزند علی شادمانی، چندی پیش در یک برنامه تلویزیونی در تلویزیون ایران گفته بود که پدرش از ناحیه پهلو آسیب دیده و بدنش «پُر از تِکه‌های بتُن و تَرکِش» بوده است.
با این وجود، احسان شادمانی نیز تأکید کرد که پدرش مورد ترور هدفمند اسرائیل قرار گرفته است.

## یادداشت
1. ↑  پس از ترور، به سپهبد پاسدار ترفیع داده شد.